# Babice (Baborów)

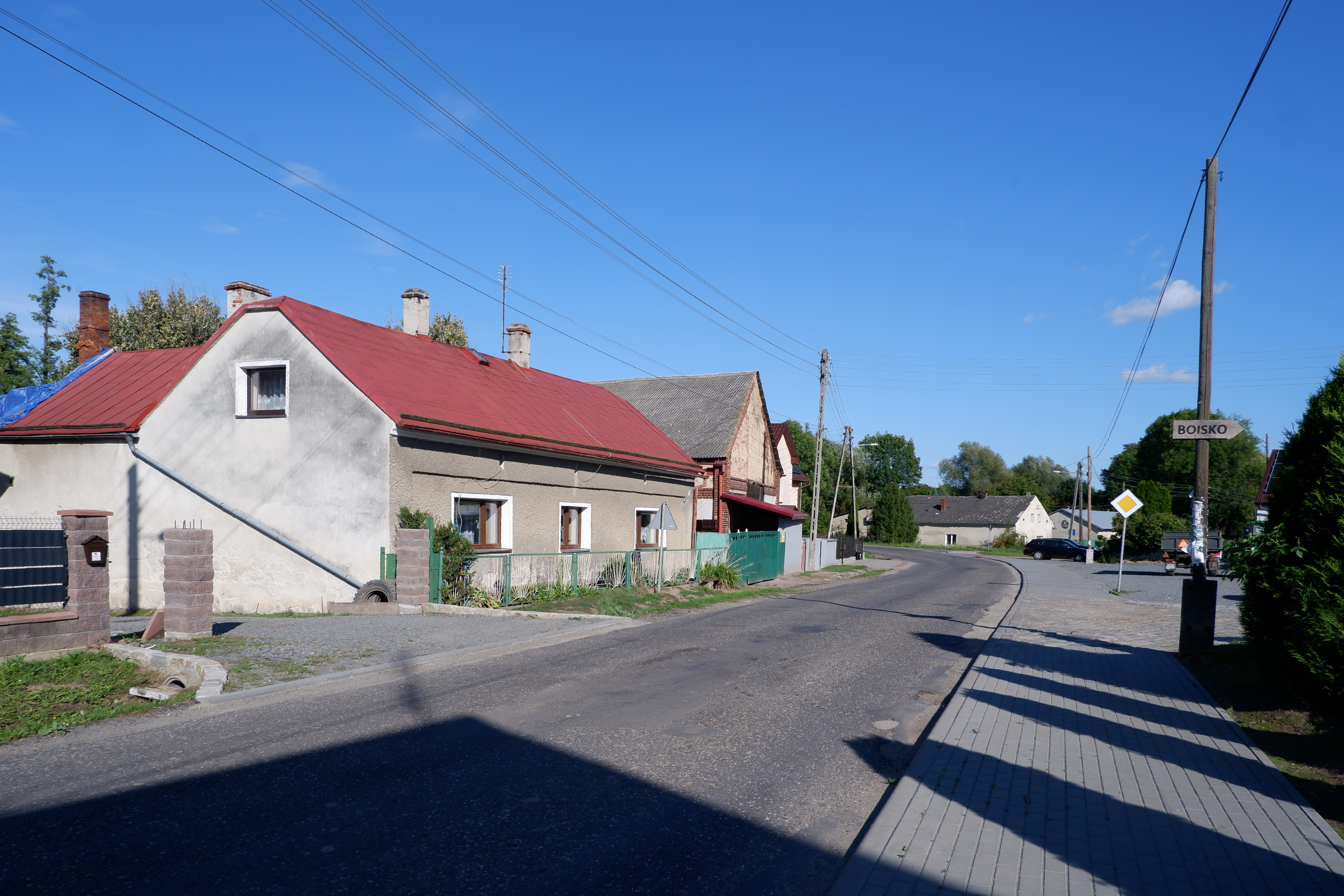
Hauptstraße

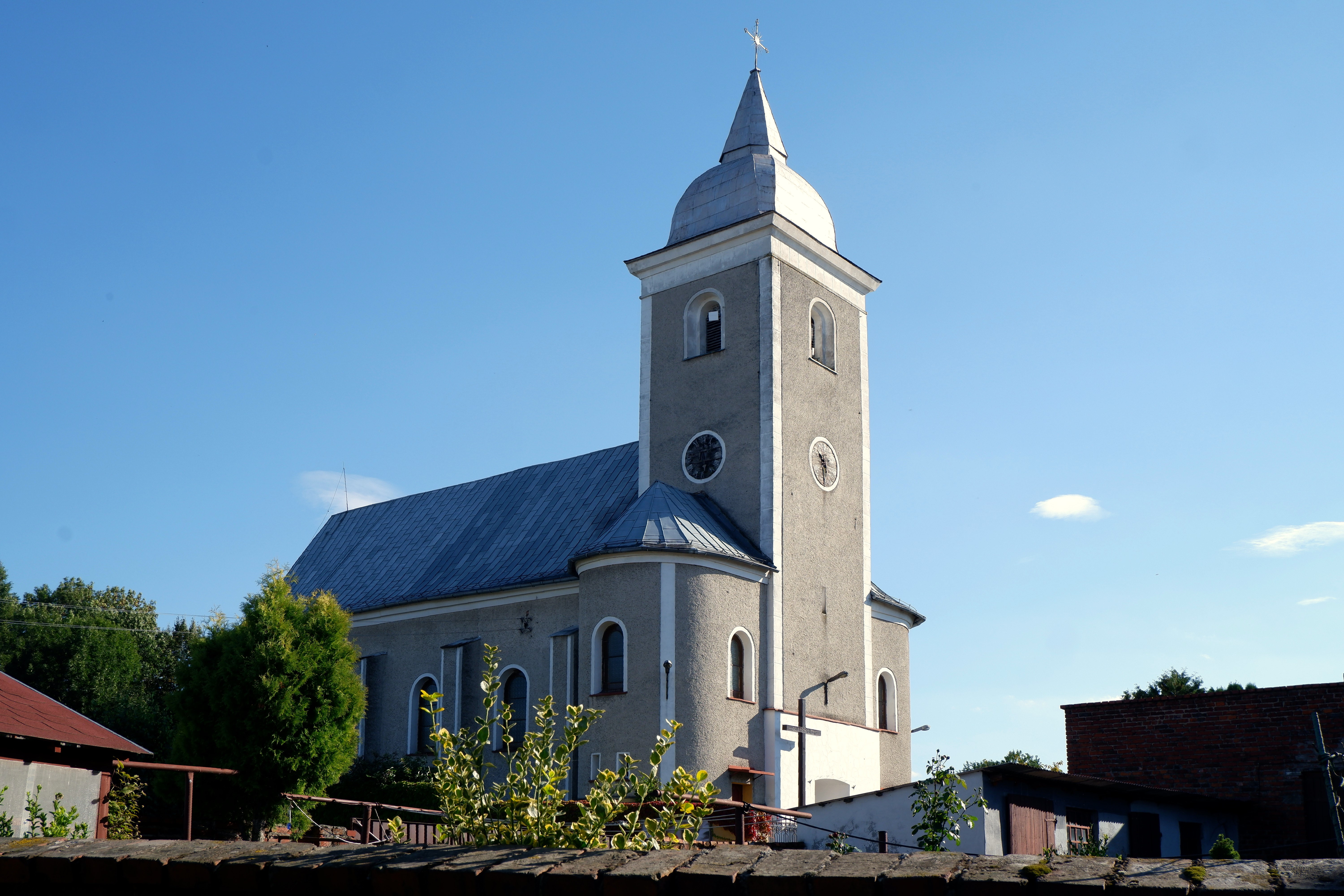
Kirche St. Katharina

Babice (deutsch Babitz, tschechisch Babice) ist ein Ort in der Landgemeinde Baborów im Powiat Głubczycki der Woiwodschaft Opole in Polen.

## Geographie
Das Angerdorf Babice liegt sechs Kilometer westlich von Baborów, acht Kilometer südöstlich von Głubczyce (Leobschütz) und 70 Kilometer südlich von Opole (Oppeln) in der Nizina Śląska (Schlesische Tiefebene) an der Psina (Zinna), einem linken Zufluss der Oder.
Nachbarorte von Babice sind im Nordwesten Grobniki (Gröbnig), im Nordosten Dziećmarów (Dittmerau), im Südosten Sułków (Zülkowitz), im Süden Boguchwałów (Hohndorf), im Südwesten Bernacice Górne (Wernersdorf (Bahnhof)) und im Westen Bernacice (Wernersdorf).

## Geschichte
„Babice“ wurde 1220 erstmals erwähnt und 1250 ebenfalls als Babice. 1228, 1230 und 1265 ist es als Babiz belegt und 1261, 1270 und 1377 als Babicz. Der Ortsname leitet sich vom Personennamen Baba ab, der Sitz der Familie Baba.
Nach dem Ersten Schlesischen Krieg 1742 fiel Babitz mit dem größten Teil Schlesiens an Preußen. Ab 1816 gehörte es 
zum Landkreis Leobschütz, mit dem es bis 1945 verbunden blieb. 1845 bestanden im Dorf eine katholische Kirche, eine katholische Schule, eine Wassermühle und 134 Häuser. Die Einwohnerzahl lag damals bei 376, allesamt katholisch. 1861 zählte Babitz eine Erbrichterei, 20 Bauern-, 48 Gärtner- und 52 Häuslerstellen. Im gleichen Jahr zählte die örtliche Schule 156 Schüler. 1874 wurde der Amtsbezirk Babitz gebildet, zu dem die Landgemeinden Babitz und Hohndorf gehörten. Erster Amtsvorsteher war der Erbrichter Pawelke in Babitz. 1885 wurden 859 Einwohner gezählt.
Bei der Volksabstimmung in Oberschlesien am 20. März 1921 stimmten in Babitz 664 Personen für einen Verbleib bei Deutschland und keine für Polen. Babitz verblieb wie der gesamte Stimmkreis Leobschütz beim Deutschen Reich. 1923 wurde das Dorf elektrifiziert. 1933 zählte der Ort 774 sowie 1939 761 Einwohner. Im Zweiten Weltkrieg wurde ein Großteil der dörflichen Bebauung zerstört. Die katholische Pfarrkirche erlitt ebenfalls einzelne Bombentreffer.
Als Folge des Zweiten Weltkriegs fiel Babitz 1945 mit dem größten Teil Schlesiens an Polen und wurde in Babice umbenannt. Im Mai 1945 kehrte ein Großteil der zuvor geflüchteten Bevölkerung zurück. Im Juli 1946 wurde die einheimische deutsche Bevölkerung, soweit sie nicht vorher geflohen war, weitgehend vertrieben. Die neu angesiedelten Bewohner waren teilweise Zwangsumgesiedelte aus Ostpolen, das an die Sowjetunion gefallen war.
Von 1945 bis 1950 Babice zur Woiwodschaft Schlesien. Anschließend wurde es der Woiwodschaft Opole zugeteilt. Seit 1999 gehört es zum wiederbegründeten Powiat Głubczycki.

## Sehenswürdigkeiten
- Die römisch-katholische Kirche St. Katharina (Kościół św. Katarzyny) wurde zwischen 1789 und 1792 an der Stelle eines Vorgängerbaus aus dem Jahre 1582 im barocken Stil errichtet. Im März 1945 wurde die Kirche teilweise zerstört und später wieder aufgebaut.
- Statue des böhmischen Landesheiligen Johannes Nepomuk.

## Vereine
- Freiwillige Feuerwehr OSP Babice